# چین (کوهرنگ)
چهنه (کوهرنگ)، روستایی از توابع بخش مرکزی شهرستان کوهرنگ در استان چهارمحال و بختیاری ایران است.
این روستا شمالی ترین نقطه استان چهارمحال و بختیاری از لحاظ مختصات جغرافیایی است.

## جمعیت
این روستا در دهستان میان کوه موگوئی قرار دارد و براساس سرشماری مرکز آمار ایران در سال ۱۳۸۵، جمعیت آن ۱۵۹ نفر (۳۲خانوار) بوده‌است.